# Djabart
Djabart (o Jabart) és el nom donat als musulmans d'Etiòpia.
Inicialment es va donar als musulmans de Zeila i d'Ifat (Adal), i més tard a tots els musulmans dels principats al sud d'Abissínia. Finalment va passar a tots els musulmans d'Etiòpia.
D'aquesta denominació deriva el nom Jeberti a Eritrea, que es proclamen un grup ètnic.